# Campos
|  | Per a altres significats, vegeu «Campos (desambiguació)». |

Campos és una vila i municipi de Mallorca situat al sud de l'illa, a la comarca de Migjorn. Té fita amb els municipis de Llucmajor, Porreres, Felanitx, Santanyí i ses Salines. A més del cap municipal té dos nuclis turístics costaners com sa Ràpita i ses Covetes. Son Fadrinet són les restes d'una basílica paleocristiana de la segona meitat del segle vi i que sembla que s'emprà fins a la conquesta musulmana, al segle x.

## Població
| Entitat de població | Habitants (2024) |
| Campos              | 10.769           |
| Sa Ràpita           | 1.133            |
| Dalt Sa Ràpita      | 123              |
| ses Covetes         | 79               |
| sa Vinyola          | 76               |
| Sa Sorda            | 8                |
| es Palmer           | 0                |
| Font: INE           |                  |

## Símbols
A l'escut de Campos, s'hi representa un os dret de color marró sobre un fons gris. La imatge està envoltada d'ornaments blaus. Aquesta interpretació de l'escut prové, com molts d'altres escuts, d'una interpretació popular basada a suposar que el mot campos és un mot compost de "camp" i "ós", a partir de la qual cosa hom ha suposat l'antiga existència d'ossos al terme. Aquesta interpretació, però, és fantasiosa, ja que es té la certesa que a l'illa de Mallorca mai no hi han existit aquests plantígrads. El nom de Campos prové de la fossilització de l'antic mossàrab mallorquí, que conservava els plurals en -os provinents de l'acusatiu plural del llatí. Així, del mot llatí "campus, -i", que vol dir "el camp", "la terra fèrtil", en prové l'acusatiu llatí plural "campos", que fou conservat en el mossàrab amb la seva terminació original, com ho testimonien altres topònims mallorquins procedents igualment de l'evolució de l'acusatiu en aquest cas singular (-UM > -o), com Muro, Portopetro, etcètera. Aquest mot sobrevisqué a la dominació musulmana de l'illa i fou assumit pels repobladors catalans, que el mantengueren fossilitzat, igual com havien fet els àrabs. Aquesta interpretació ha estat defensada pel mateix fill il·lustre del poble, Joan Veny, i surt igualment acceptada per eminents etimòlegs com Joan Coromines o al mateix DCVB, i és coherent amb el fet que les terres campaneres siguin de les més fèrtils de l'Illa. L'escut és usat en la bandera del poble, però sense els ornaments, hi apareix només l'os sobre el fons gris. La bandera està dividida en quarters. Al primer i al quart es troben les quatre barres del Casal de Barcelona en posició vertical, com a símbol històric de Mallorca, i als altres dos es representa un camp roig, al·legoria del color característic de la terra del terme. Al centre, s'hi situa l'escut del poble, descrit línies amunt.

## Història
El municipi va ser fundat l'any 1300 pel rei Jaume II, a la mateixa època en què es varen crear els altres municipis de l'illa. Llavors va néixer la Universitat de Campos, formada per jurats i un Consell format per prohoms que representaven les diferents categories socials, això va durar fins a mitjan segle xviii, on amb el Decret de Nova Planta es varen produir canvis que van crear el que avui en dia és l'ajuntament.
Hi havia un nucli d'ubicació desconeguda anomenat Es Palmer amb murades i torres. En aquella època es va decidir que Es Palmer no es faria més gros i que el nucli de Campos només tendria 12 quarterades.
Els dos nuclis del municipi varen rebre terres comunes, carnisseria, abeuradors, botigues de blat i places públiques, entre d'altres. Es Palmer no va prosperar. Amb el temps, Campos va ser tan gran i va tenir tants habitants com altres pobles que en la seva fundació eren més grans.
L'antiga carretera de Palma a Santanyí es va construir en part el 1555, la gent que l'utilitzava per anar d'una localitat a l'altra ho feia pels actuals carrers Estrelles, Aigua i Síquia, que es coneixien amb el nom de Es Vallet, per accedir al poble s'anava d'aquí cap al carrer Major. Davant l'església hi havia una plaça triangular que amb la construcció del campanar i les capelles fondes es va anar ofegant fins a convertir-se en el carrer que hi ha avui en dia.
Degut als canvis en la fisonomia dels carrers i del poble en general, l'entrada principal del poble va deixar d'estar on s'ha indicat prèviament, per estar a l'actual carrer Nou i les festes que es feien a la plaça del carrer Major varen passar a fer-se al carrer de Plaça, a la plaça Major o a la plaça de ca'n Pere Ignasi.

L'ajuntament es troba a la plaça Major, antigament anomenada plaça Reial. On ara hi ha l'ajuntament abans hi havia unes porxades, anaven del carrer de Plaça i arribaven al carrer de S'Unió, més o manco fins a l'actual plaça de ca'n Pere Ignasi. Davant can Majora, un edifici de la zona, hi havia la sínia i l'abeurador del pou vell.

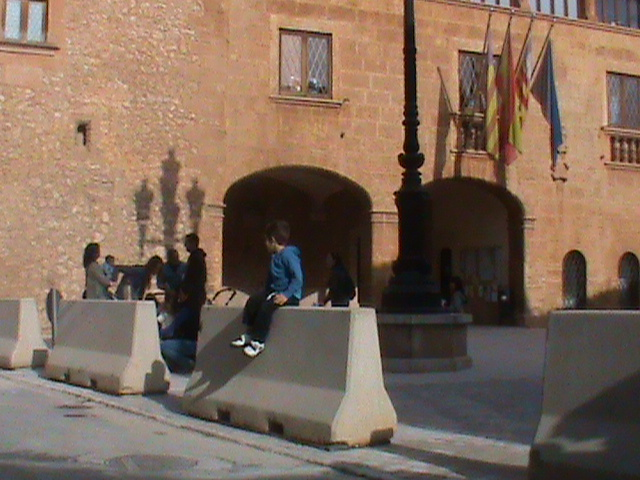
Ajuntament de Campos poc després de peatonalitzar-ne la plaça

A mitjan segle xvii es va construir la torre de Can Cos i més tard l'ajuntament. Al costat s'hi varen construir cases, el qual va provocar que només quedassin unes arcades davall l'ajuntament de la porxada que hi havia abans.
L'arquitecte Carlos Garau va fer el primer pla d'ordenació de Campos, a l'actual plaça Major tenia previst fer-hi una plaça triangular i més gran que la que hi havia en aquell moment, amb la que s'havien d'esbucar els edificis que hi ha davant la plaça. També va dissenyar un nou ajuntament d'estil regionalista dels més grans de Mallorca, però no es va dur a terme. La plaça de ca'n Pere Ignasi va créixer molt, però no de manera unificada amb la plaça Major.

## Patrons del poble
Els patrons principals són Sant Julià i Santa Bassilissa, la festa dels quals l'ajuntament va pagar des de gairebé la fundació del poble, igual que la festa del dijous Sant, encara que no ho feia amb les de la Mare de Déu d'Agost, que no són patronals.
Com a patró menor el poble té a Sant Blai.

## Economia
L'economia d'aquest municipi ha estat lligada des de la seva fundació a l'agricultura. Les seves terres són fèrtils, per la qual cosa es va desenvolupar, fins fa pocs anys, una agricultura basada en cultius de regadiu.
Actualment els dos nuclis costaners s'han desenvolupat a partir dels vells nuclis de recreació dels habitants del poble.
El municipi de Campos era un poble agrícola i ramader. Els horts produïen, els molins omplien els safaretjos i no faltava la pastura per a les vaques productores de llet. Aquesta riquesa agrària i ramadera va fer que els campaners, a diferència d'altres pobles, no tenguessin pressa per adaptar el seu municipi a les demandes turístiques. Aquest fet, que potser ha pogut perjudicar el desenvolupament econòmic, ha fet que avui les costes campaneres siguin de les menys danyades de Mallorca i que disposin d'uns arenals de gran riquesa paisatgística.

## Llocs d'interès
- L'església de Sant Julià va edificar-se entre els anys 1858 i 1873. L'edifici és d'estil neoclàssic. Es conserva el campanar del segle xvi i algunes capelles més antigues del segle xviii. A l'interior destaca la gran volta i la lluminositat de les parets blanques amb detalls daurats. El museu parroquial està dins de les dependències eclesiàstiques.
- El poble de Campos disposava d'un sistema de defensa urbà format per set torres de defensa de base quadrada que protegia el poble d'atacs enemics impedint l'accés a l'interior. Estan repartides dins el centre històric i varen ser construïdes en el segle xvi.
- L'auditori municipal era l'església de l'antic hospital de Campos. Edificada en el segle xvi és d'estil gòtic amb voltes de creueria, fa poc va ser restaurat.
- En el segle xvii es va fundar el convent de Sant Francesc. S'han de destacar la façana barroca i els retaules de l'interior. El claustre té un interessant valor històric i artístic.
- L'Oratori de Sant Blai és una de les primeres esglésies de Mallorca, ja que es va construir després de la conquesta conservant un estil gòtic primitiu de petites dimensions. L'oratori té un jardí, abans era un cementiri.
- La platja d'Es Trenc té un gran valor natural i paisatgístic, ja que és una zona d'arenal amb dunes totalment intactes. S'hi permet el nudisme. El mes de juliol de 2017 aquesta zona va ser declarada parc natural mitjançant la Llei 2/2017, de 27 de juny, de declaració del Parc Natural Maritimoterrestre Es Trenc-Salobrar de Campos Arxivat 2021-02-28 a Wayback Machine. (BOIB núm. 81, del 4 de juliol de 2017), amb la correcció d'errada advertida a les versions catalana i castellana de la Llei 2/2017, publicada el 4 de juliol de 2017.
- L'espai natural d'Es Salobrar és la zona de més valor ecològic de Campos. Moltes aus visiten i viuen en aquesta zona. El junc, el tamariu i el fonoll marí formen un paisatge especial d'alt interès.
- Els únics banys termals de les Illes Balears: Aljub de la Font Santa
- La seva terra vermellosa fa possible que neixin de manera natural les tapereres (i fa típic el seu paisatge estiuenc). Al costat de la localitat de Llubí són les dues úniques localitats on es produeixen de manera natural.

## Esports
La principal instal·lació esportiva del poble és el Camp Municipal d'Esports al camí de ciutat vell. S'hi practiquen:
- Futbol: a un camp on juguen el CE Campos fundat el 1924[4] i les seves respectives categories inferiors. El camp té poc aforament i les grades, amb una zona coberta, no disposen de cadires, sinó que són només de ciment. Hi juga des de la temporada de 1976/1977.[5] L'Sporting Campos jugava a segona regional la temporada 2006/2007.[6] El seu darrer partit va ser el 2009 contra el CE Algaida, encara que a Punto balon balear l'Sporting Campos surt amb l'escut del CE Campos.[7]
- Bàsquet: al pavelló, on juguen totes les categories del Club de Bàsquet Campos, i on també es pot jugar a futbol sala, handbol, voleibol...
- Natació: a la piscina municipal de Campos, coberta i situada darrere el camp de futbol i el pavelló.
- Ciclisme: a l'antic Velòdrom de Campos, construït el 1935. Actualment es troba en estat d'abandó. El poble es freqüentat per ciclistes.[8]

A la piscina hi ha dues piscines, jacuzzi, bany turc i sauna, a més de gimnàs,es un recinte públic però gestionat per Gesport Balear.
No hi ha pistes de tennis, ja que el Club de Tennis Campos té la seu a un altre lloc molt a prop del Camp Municipal, i on hi ha pistes de tennis de ciment i de gespa i pistes de pàdel.

## Educació

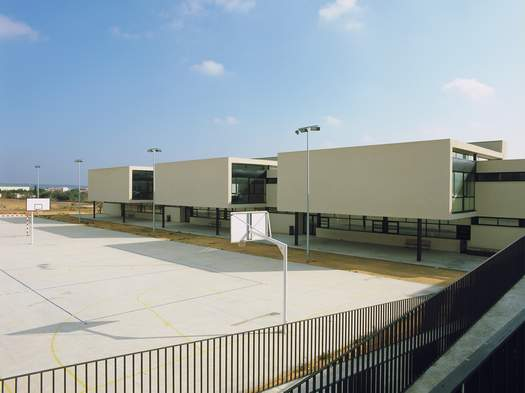
Fotografia del pati de l'institut

El municipi compta amb un institut d'educació secundària anomenat IES Damià Huguet creat el 1996 com a secció de l'IES Llucmajor perquè aquest no tenia espai suficient i el CEIP Joan Veny i Clar de Campos tenia aules disponibles. La iniciativa d'aquest canvi fou de l'AMIPA del Joan Veny i Clar. La seva intenció era que els alumnes poguessin seguir els seus estudis d'ESO dins Campos. Des del 23 de juliol de 1998 són instituts diferents, ja que l'augment dels alumnes i la dificultat dels professors per a organitzar-se feia que necessari la separació. El seu primer equip directiu va estar format per na Margalida Burguera com a directora i Antònia Serra com a cap d'estudis.
El 1998 se segregà i passà a ser un centre independent. El curs 1999-2000 es decideix donar nom al centre, que passa a ser IES Damià Huguet, en honor del poeta campaner. Al principi l'institut utilitzava les aules cedides pel col·legi Joan Veny i Clar i per falta d'espai, s'hagué d'ampliar amb un edifici dins el pati, al carrer Serrano s/n. El curs 2003-2004, l'institut es va traslladar a un edifici nou al Camí des Revellar.

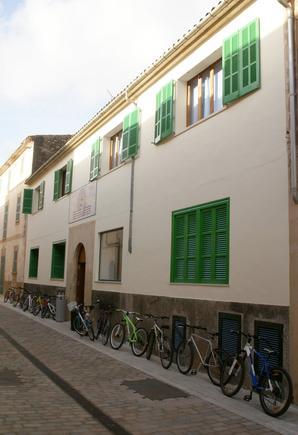
Col·legi Fra Joan Ballester

Van ser segon premi als premis d'arquitectura de Mallorca 2002-2003. Un dels 14 premis de 3.300 € als XXX Premis Baldiri Reixac 2007-2008, previstos per la Fundació Lluís Carulla, a l'apartat de Premis a les Escoles.
Al poble també hi ha dues escoles, el col·legi Joan Veny i Clar, d'educació primària, i el col·legi Fra Joan Ballester, d'educació primària i secundària, així com una guarderia pública, Els Taperons, i una de privada, D'arrel.

## Mercat
Els dijous i els dissabtes es fa el mercat setmanal. Dijous algunes parades es posen davant de l'ajuntament i d'altres a la plaça de la creu.

## Festes
- El 9 de gener se celebra la festa dels patrons del poble Sant Julià i Santa Basilissa.[3] Encara que, almenys una vegada es va celebrar erròniament dia 4 de gener un altre Sant Julià.[3]
- Dia 3 de febrer és Sant Blai, i en el llogaret del mateix nom se celebra una gran festa, amb paella a la plaça i missa a la capella de Sant Blai.
- El segon diumenge de maig se celebra la Fira de Maig, especialment coneguda per les vaques que es traslladen al carrer de ses Rondes perquè la gent del poble i els turistes les puguin veure. Però hi ha més mostres, com la de cuina o la de vins i formatges.
- Dia 16 de juliol és el dia de la Mare de Déu del Carme, festa de Sa Ràpita.
- El tercer dijous d'octubre se celebra la Fira d'Octubre. Divendres, el Firó d'Octubre i dissabte el Firó Medieval. El 2008 i 2009, a la plaça de can Pere Ignasi hi va haver una carpa de la Fira de la Sobrassada, els anys posteriors es va fer a l'auditori.[13] El 2015, després de 7 anys essent la Fira de la Sobrassada, ha tornat a dir-se Fira d'Octubre, per donar entrada a altres productes tan típics com la sobrassada, en aquesta ocasió al carrer Convent s'hi han col·locat molts firaires, que venien productes artesanals i gastronòmics típics de l'illa com sobrassada i formatge.[14] El 8 d'octubre de 1911, l'ajuntament, amb el batle Joan Alou al capdavant, va crear aquesta fira.[3]
- El 26 de novembre se celebra la diada de santa Catalina, amb els foguerons com a protagonistes, on es fa festa a la vora dels focs preparats per les diferents associacions i entitats del poble. Els foguerons d'aquest dia es feien amb taperera seca fins que es va prohibir per a asfaltar els carrers del poble a mitjan segle xx.[3]
- També es té constància que en algun moment es va celebrar el dijous llarder, Sant Francesc de Paula -patró dels frares que hi havia a Campos-, el Diumenge de l'Àngel, Sant Joan -fent una festa a Es Palmer a través de la Font Santa-, les verges, el ball del vermar i el ball de les matances.[3]

### Festes de la Mare de Déu d'Agost
El 15 d'agost se celebra la festivitat de la Mare de Déu d'Agost, són les festes d'estiu del poble amb una sèrie d'activitats populars, que es varen començar a celebrar perquè anava bé amb el calendari agrícola.. Se celebren des de 1615, encara que l'església ho ha celebrat des de sempre. La Mare de Déu morta, feta amb fusta de xiprer, és més antiga que la de la Seu de Palma, el contracte per fer-la és de 1529, el seu llit és de 1930 per substituir l'antic.
En els inicis de les festes, la majoria d'actes no religiosos eren per subscripció popular. Del que es feia a les festes durant el segle xix se'n saben poques coses. Dia 14 hi havia completes a l'església de Sant Julià i revetla a la plaça fins a mitjanit, i dia 15,al matí hi havia missa i els xeremiers sortien a replegar joies per a les corregudes amb un bací per recollir diners per a pagar els músics i coets, l'horabaixa hi havia carreres al Cos, ball al capvespre fins a mitjanit i amollada de coets. El primer ball se subhastava i el solia guanyar algú de família rica.
Segons Ramón Rosselló del Diario de Palma, a la revetlla de les festes de 1853 va haver-hi cant de vespre i processó, a la plaça hi havien posat un cercle de pins sembrats, i il·luminats per la gent de la revetlla, la gent ballava i la música estava damunt un cadafal. També hi havia el tronc d'un arbre ficat cap per avall amb un premi a dalt de tot pel primer en arribar-hi. Les carreres al Cos, almenys el 1853, es varen fer al Cos de Can Cosmet, a la carretera entre Campos i Sa Ràpita. Hi havia gent a cavall que anava d'un costat a l'altre i feia mantenir la rectitud de les files.
A les festes de 1895 va haver-hi toros, el tancat estava fet amb bigues i carretons. No se'n saben moltes coses més. A la cantonada de la torre de Can Cos hi ha marques per posar-hi taulons, però no se sap si ambdós fets estan relacionats.
A les cases que estaven davant la festa els feien posar llum i obrir les finestres, les tavernes posaven més llum de l'habitual. Abans que hi hagués llum elèctrica, el lloc on es ballava s'il·luminava els carrers a la veneciana, és a dir, amb un llum d'oli tapat amb papers de colors, aquest ball es feia on ara hi ha la plaça de ca'n Pere Ignasi.
Dia 8 d'octubre de 1911, l'ajuntament va crear una fira per al dia de la Mare de Déu d'Agost, es creu que per atreure firers més dedicats a l'oci que a les necessitats del poble. Amb l'arribada de la llum elèctrica es varen allargar les festes. Probablement en aquesta època hi havia lledoners a la plaça que anaven bé tant per tapar-se de la llum del sol com de la llum que emetien els fanals que encenia l'ajuntament per les festes.
Segons La Voz Campesina, el 1921 va haver-hi dues revetlles i el dia gran, llum elèctrica, tres balls, les carreres al Cos i festes el 14 d'agost, dissabte de la Mare de Déu. La banda de música La Camponense, dirigida per Baltasar Mayol, va actuar a les festes d'aquell any. Va haver-hi dos dies de coets, el dia de la revetlla, que varen ser un poc improvisats, i el dia de la festa gran amb en Toni Frontera. Quan les bandes de música varen acabar de tocar, entre altres coses música per ballar d'aferrats, la gent va treure els seus instruments per tocar fins a la matinada.
L'any 1928, el director i alguns membres de la revista satírica Pitos y Flautas varen anar a les festes, passant per diversos bars del poble i afirmen que les festes varen ser pagades per subscripció popular. Hi havia diferents tipus de carreres al Cos, carreres en bicicleta, que va guanyar en Vicens Llorito, a peu, amb ases, egües i cavalls. Després va haver-hi ball i focs, que per l'època no varen ser res de l'altre món.
Almenys durant part del segle xx, els paperins es feien a mà i des de més o manco aquells anys fins ara es posa la bandera damunt la torre de l'església. També es feien nets amb aigua els carrers de la festa perquè hi hagués menys pols. El Cos on es feien les carreres antigament ja no hi és i des d'almenys 1935 les carreres a peu es fan al poble, a vegades al carrer Nou, a vegades al carrer Síquia, a vegades al carrer Bisbe Tallades i a vegades al carrer Convent. L'any 1935, va morir un nin de 7 anys per una sempenta que va rebre d'un al·lot de 21. El dia abans del dissabte de la festa es fermava un bou a la carnisseria de Cas Capità, que després es sacrificava a l'escorxador l'endemà, i es repartia entre les carnisseries del poble, que ho venien als seus clients, era tradició fer-ne estofat.
La quantitat gent que hi havia pel carrer el dia de la Mare de Déu d'Agost, a part de la que anava als balls, era semblant a un diumenge, sobre tot els joves en edat de festejar. Les dones anaven mudades i amb joies, també hi duien cadires per poder veure el ball, les deixaven on els convingués, com davant la casa d'algun conegut. Al vespre hi havia focs artificials i després una amollada de globus aerostàtics. La guerra civil va canviar molt i durant molt de temps l'aspecte de la festa.
Actualment, la missa és l'horabaixa i les carreres de joies al matí, amb els xeremiers i caparrots.

### Art Nit
A principis d'agost se celebra l'Art Nit Campos, seguint la idea d'altres pobles com Alaró, Alcúdia, Felanitx i Inca. Es va fer per primera vegada el 3 d'agost de 2012.
Se n'encarreguen na Maria Nicolau, n'Andreu Mas, n'Antònia Maria Rigo, en Damià Mulet, en Miquel Oliver i na Inés Nicolau. L'Art Nit és un esdeveniment en què els artistes exposen al carrer i a llocs poc habituals. Les disciplines que hi ha són dibuix, pintura, audiovisuals, escultura, il·lustració, fotografia i la resta de disciplines artístiques.
Alguns dels participants de la tercera edició, la de 2014, són els Boa Mistura, de Madrid, que escrigueren versos de Miquel Costa i Llobera als nius d'ametralladora de les platges de Campos, Mireia Tramunt, dibuixant de les Illes Canàries, Damià Mulet, Llorenç Balaguer, Marta Pujades i Víctor Moragues, entre d'altres.

## Fills il·lustres del municipi
- Fra Joan Ballester[23]
- Sor Maria Rafela del Sagrat Cor de Jesús,[24] enterrada al convent de les germanes a Campos
- Joan Veny i Clar[25]
- Pere Càffaro Jaume[26]